# چیکائو اوتسوکا
چیکائو اوتسوکا (انگلیسی: Chikao Ohtsuka; ۵ ژوئیهٔ ۱۹۲۹ – ۱۵ ژانویهٔ ۲۰۱۵) بازیگر، و صداپیشه اهل ژاپن بود. وی بین سال‌های ۱۹۴۸ تا ۲۰۱۵ میلادی فعالیت می‌کرد.
از فیلم‌ها یا برنامه‌های تلویزیونی که وی در آن نقش داشته‌است می‌توان به مشت ستاره شمالی اشاره کرد.